# Lješnica, Petnjica
Lješnica este un sat din comuna Petnjica, Muntenegru. Conform datelor de la recensământul din 2003, localitatea are 60 de locuitori (la recensământul din 1991 erau 55 de locuitori).

## Demografie
În satul Lješnica locuiesc 54 de persoane adulte, iar vârsta medie a populației este de 37,6 de ani (36,3 la bărbați și 39,7 la femei). În localitate sunt 17 gospodării, iar numărul mediu de membri în gospodărie este de 3,53.
Populația localității este foarte eterogenă.
|  |

| Demografie | Demografie | Demografie |
| An         | Locuitori  | Locuitori  |
| ---------- | ---------- | ---------- |
|            |            |            |
|            |            |            |
|            |            |            |
|            |            |            |
| 1948       | 95         |            |
| 1953       | 105        |            |
| 1961       | 103        |            |
| 1971       | 80         |            |
| 1981       | 63         |            |
| 1991       | 55         | 52         |
| 2003       | 64         | 60         |

| \| Componența etnică conform recensământului din 2003[2] \| Componența etnică conform recensământului din 2003[2] \| Componența etnică conform recensământului din 2003[2] \| Componența etnică conform recensământului din 2003[2] \| Componența etnică conform recensământului din 2003[2] \| \| ----------------------------------------------------- \| ----------------------------------------------------- \| ----------------------------------------------------- \| ----------------------------------------------------- \| ----------------------------------------------------- \| \| \| \| \| \| \| \| Muntenegreni \| Muntenegreni \| \| 22 \| 36,66% \| \| Sârbi \| Sârbi \| \| 18 \| 30% \| \| necunoscută \| necunoscută \| \| 10 \| 16,66% \| |              |  |    |        |
| Componența etnică conform recensământului din 2003 |              |  |    |        |
| |              |  |    |        |
| Muntenegreni | Muntenegreni |  | 22 | 36,66% |
| Sârbi | Sârbi        |  | 18 | 30%    |
| necunoscută | necunoscută  |  | 10 | 16,66% |